# Thomas de Quincey
Thomas de Quincey (Mánchester, 15 de agosto de 1785 - Edimburgo, 8 de diciembre de 1859) fue un periodista, crítico y escritor británico del romanticismo.

## Biografía
El propio Thomas de Quincey escribió su autobiografía en tres entregas, Confesiones de un inglés comedor de opio (Confessions of an English Opium-Eater, 1821, traducido a veces como Confesiones de un opiómano inglés o Confesiones de un opiófago inglés), su continuación, Suspiria de profundis (1845) y Apuntes autobiográficos (1853).
Hijo de un rico comerciante, recibió una educación esmeradísima con preceptores particulares y en los colegios de Bath y Winkfield, acabando sus estudios secundarios en Mánchester. El administrador de la cuantiosa fortuna de sus padres le educó tan estrictamente que le hacía traducir al griego todos los días los titulares de la prensa. A los 17 años se escapó por fin para ir a Gales y de allí a Londres; en la capital sobrevivió en un palacio vacío gracias a la preocupación que sintió por él una generosa y angelical prostituta Ann, que cuando creció nunca pudo encontrar para agradecerle sus atenciones. Después se reconcilió con su familia y estudió en el Worcester College de Oxford. Allí se hizo adicto al opio en 1804 cuando estudiaba en el Worcester College; primero lo usó para remediar los dolores agudos de una neuralgia que padecía, después fue incrementando progresivamente la dosis.
Tras abandonar Oxford sin graduarse, se hizo amigo íntimo de Coleridge, a quien conoció en Bath en 1807; en 1809 se estableció en el distrito de los lagos, en Grasmere, donde Coleridge le integró en el círculo literario de los llamados poetas lakistas: Samuel Taylor Coleridge, William Wordsworth y Robert Southey. De Quincey editó la Westmorland Gazette y en 1817 se casó con Margaret Simpson, una hija de granjero con la que ya había tenido un hijo, y de la que tendría después otros siete. Habiendo agotado su fortuna privada, empezó a ganarse la vida como periodista y fue asignado como editor de un periódico local conservador, The Westmoreland Gazette.
Durante los 30 años siguientes mantuvo a su familia gracias a cuentos, artículos y críticas, principalmente en Edimburgo. A principios de 1820, De Quincey se trasladó a Londres, donde contribuyó al London Magazine y Blackwoods. En 1820 escribió su famosísimo libro de memorias, Confesiones de un comedor de opio inglés (1821), una apasionante descripción de su infancia y su propia batalla contra el demonio del opio. Vivió en Edimburgo durante doce años (1828-1840). Durante los años 1841 y 1843, se ocultó de sus acreedores en Glasgow. Desde 1853 hasta su muerte, De Quincey trabajó en Selections Grave and Gay, From the Writings, Published and Unpublished.

## Obra

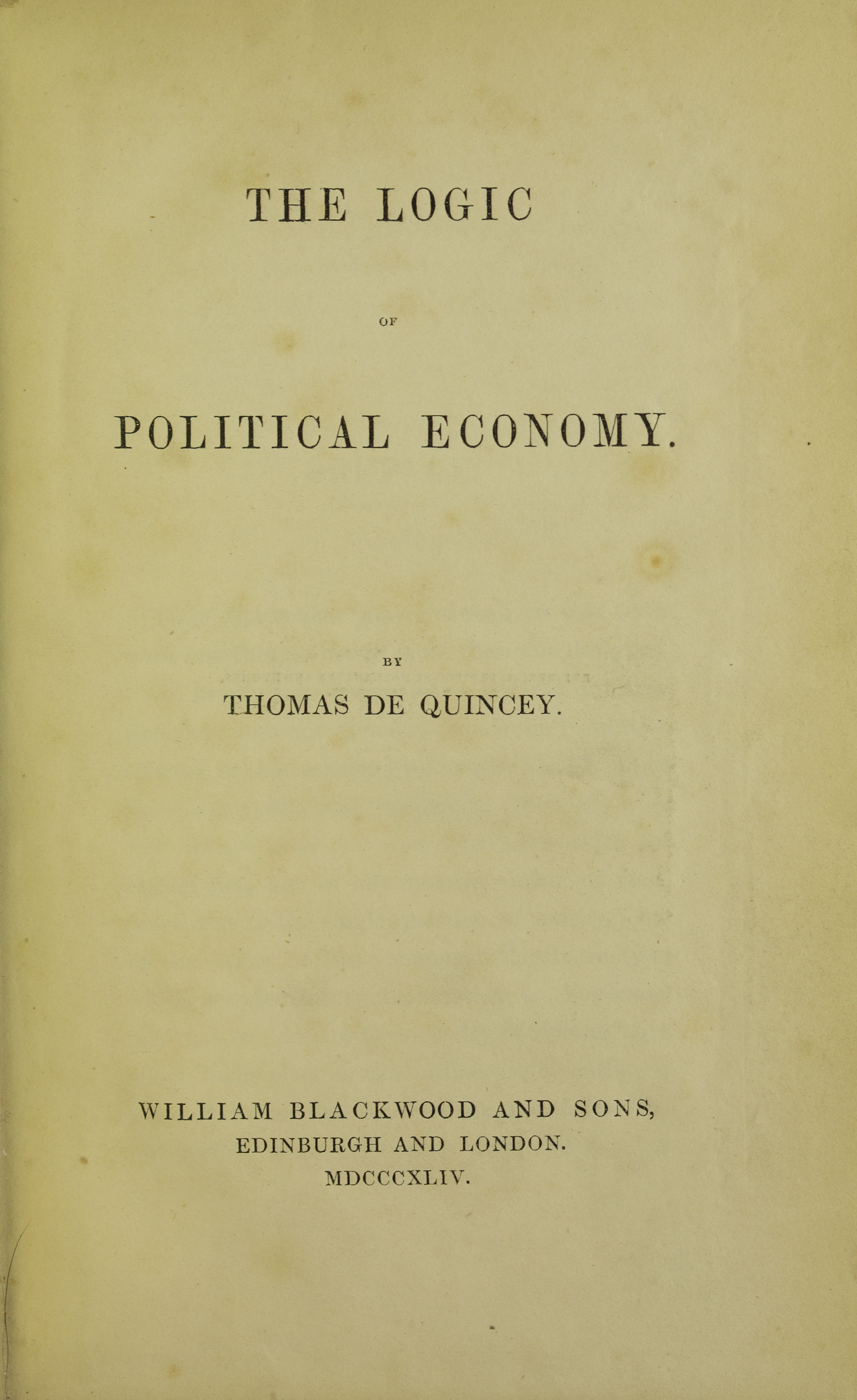
Logic of political economy, 1844

El estilo de Thomas de Quincey es original para la época; su fantasía subvertía sistemáticamente la lógica y el buen sentido burgués británico; buscó en la experimentación con las drogas un escape al aburrimiento de una inteligencia superdotada, pero después fue víctima de ellas, costándole dejar el hábito; sus experiencias al respecto se encuentran en Confessions of an English Opium-Eater, que apareció en London Magazine (1821). Poseyó, además de una gran cultura de fundamento grecolatino, una sensibilidad artística aguda y se mostró como un hábil crítico no sólo literario, sino de la sociedad inglesa en general. Su influjo sobre Edgar Allan Poe, Charles Baudelaire, Jorge Luis Borges y la estética del decadentismo en general fue inmenso.
A pesar de que escribió un gran volumen de obras, sólo publicó unos pocos libros y tuvo que batallar con constantes dificultades financieras. La mayoría de su obra se dispersó por los periódicos donde trabajó. También escribió estudios sobre filósofos alemanes como Kant (veintitrés años después de la muerte del filósofo alemán, publicó en Blackwood’s Magazine el texto "Los últimos días de Emmanuel Kant", 1827), Gotthold Ephraim Lessing, Jean Paul... Fuera del gran caudal de sus numerosas colaboraciones en revistas y periódicos, es célebre por algunos ensayos como Los golpes a la puerta en Macbeth, una brillante pieza de crítica shakesperiana, El asesinato considerado como una de las bellas artes (1827), Suspiria de Profundis (1845, continuación de las Confesiones), Juana de Arco (1847), El coche correo inglés (1849) y Apuntes autobiográficos (1853).
Desde 1853 hasta su muerte, De Quincey siguió trabajando aunque de manera mínima en la edición de sus obras completas, bajo el título de Selections Grave and Gay, From the Writings, Published and Unpublished.

### Orden cronológico
- Confessions of an English Opium Eater, 1822
- On the Knocking at the Gate in Macbeth, 1823
- Walladmor, 1825
- Murder Considered as One of the Fine Arts, 1827
- Klosterheim, or The Masque, 1832
- Lake Reminscences, 1834-40
- Revolt of the Tartars, 1837
- The Logic of the Political Economy, 1844
- Suspiria de Profundis, 1845 (ou 1846?)
- The Spanish Military Nun (La Monja Alférez, 1847); que apareció en los números de mayo, junio, y julio de 1847 del "Tait´s Edinburgh Magazine".
- The English Mail Coach, 1849
- Autobiographical Sketches, 1853
- Selections Grave and Gay, from the Writings, Published and Unpublished, by Thomas De Quincey, 1853-1860 (14 vols.)
- Collected Writings, 1889
- Uncollected Writings, 1890
- The Posthumous Works, 1891-93
- Memorials, 1891
- Literary Criticism, 1909
- The Diary, 1928
- Selected Writings, 1937
- Recollections of the Lake Poets, 1948 (written 1830-40)
- New Essays, 1966
- Literarische Portraits. Schiller, Herder, Lessing, Goethe

## Edición en castellano
- Confesiones de un opiófago inglés. La diligencia inglesa. Vilaür: Ediciones Atalanta. 2007. ISBN 978-84-935313-5-5.
- Del asesinato considerado como una de las bellas artes. Barral editores. Traducción de Luis Loayza, 1974. España. (Incluye el ensayo Los golpes a la puerta de Macbeth)
- Judas y otros ensayos sobre lo divino y lo humano. Jus, Libreros y Editores. 2017. México.